# Solarkraftstoff
Ein Solarkraftstoff ist ein synthetischer chemischer Kraftstoff, der unter Einsatz von Sonnenenergie gewonnen wird. Solarkraftstoffe können durch photochemische (d. h. Aktivierung bestimmter chemischer Reaktionen durch Photonen), photobiologische (d. h. künstliche Photosynthese) und elektrochemische Reaktionen (d. h. Nutzung des Stroms von Sonnenkollektoren zum Auslösen einer chemischen Reaktion) erzeugt werden.
Solarkraftstoffe können auch durch thermochemische Reaktionen erzeugt werden (d. h. durch Nutzung von konzentrierter Solarthermie).
Licht wird als Energiequelle verwendet, wobei Sonnenenergie in chemische Energie umgewandelt wird, typischerweise durch die Reduktion von Protonen zu Wasserstoff oder von Kohlendioxid zu organischen Verbindungen.
Ein Solarkraftstoff kann erzeugt und für die spätere Verwendung gespeichert werden, wenn kein Sonnenlicht verfügbar ist, was ihn zu einer Alternative zu fossilen Brennstoffen und Batterien macht. Beispiele für solche Kraftstoffe sind Wasserstoff, Ammoniak und Hydrazin. Es werden verschiedene Photokatalysatoren entwickelt, um diese Reaktionen auf nachhaltige, umweltfreundliche Weise durchzuführen.

## Überblick
Die weltweite Abhängigkeit von den schwindenden Reserven fossiler Brennstoffe wirft nicht nur Umweltprobleme auf, sondern auch geopolitische. Solarbrennstoffe, insbesondere Wasserstoff, werden als alternative Energiequelle zum Ersatz fossiler Brennstoffe angesehen, insbesondere dort, wo die Speicherung unerlässlich ist. Strom kann durch Photovoltaik direkt aus Sonnenlicht erzeugt werden, aber diese Energieform ist im Vergleich zu Wasserstoff eher ineffizient zu speichern. Ein Solarbrennstoff kann produziert werden, wann und wo Sonnenlicht verfügbar ist, und für die spätere Verwendung gespeichert und transportiert werden. Dies macht ihn viel praktischer, da er in Situationen verwendet werden kann, in denen kein direktes Sonnenlicht verfügbar ist.
Die am häufigsten erforschten Solarbrennstoffe sind Wasserstoff, da das Ergebnis der Verbrennung nur Wasser ist, und Produkte der photochemischen Kohlendioxidreduktion, die konventionellere Brennstoffe wie Methan und Propan sind. Zukünftige Forschungen befassen sich auch mit Ammoniak und verwandten Substanzen (z. B. Hydrazin). Diese können die mit Wasserstoff verbundenen Herausforderungen bewältigen, indem sie eine kompaktere und sicherere Art der Speicherung von Wasserstoff darstellen. Direkte Ammoniak-Brennstoffzellen werden ebenfalls erforscht.
Solarkraftstoffe können über direkte oder indirekte Verfahren hergestellt werden. Direkte Verfahren nutzen die Energie des Sonnenlichts, um einen Brennstoff ohne zwischengeschaltete Energieumwandlung herzustellen. Die solare Thermochemie nutzt die Wärme der Sonne direkt, um einen Empfänger neben dem Solarreaktor zu erhitzen, in dem der thermochemische Prozess durchgeführt wird. Im Gegensatz dazu wird bei indirekten Verfahren die Sonnenenergie zunächst in eine andere Energieform (wie Biomasse oder Elektrizität) umgewandelt, die dann zur Herstellung eines Brennstoffs verwendet werden kann. Indirekte Verfahren waren einfacher umzusetzen, haben jedoch den Nachteil, weniger effizient zu sein als die direkte Methode. Daher sollten direkte Methoden als interessanter angesehen werden als ihre weniger effizienten Gegenstücke. Neuere Forschungen konzentrieren sich daher mehr auf diese direkte Umwandlung, aber auch auf Brennstoffe, die sofort zum Ausgleich des Stromnetzes verwendet werden können.

## Wasserstoffproduktion

### Photoelektrochemisch

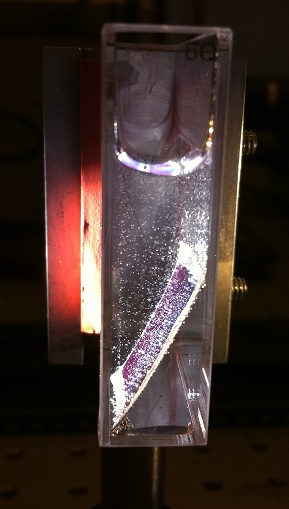
Eine Probe einer photoelektrischen Zelle in einer Laborumgebung. Katalysatoren werden der Zelle hinzugefügt, die in Wasser getaucht und mit simuliertem Sonnenlicht beleuchtet wird. Die sichtbaren Blasen sind Sauerstoff (bilden sich auf der Vorderseite der Zelle) und Wasserstoff (bilden sich auf der Rückseite der Zelle).

In einem solaren photoelektrochemischen Prozess kann Wasserstoff durch Elektrolyse erzeugt werden. Um Sonnenlicht in diesem Prozess zu nutzen, kann eine photoelektrochemische Zelle verwendet werden, bei der eine photosensibilisierte Elektrode Licht in elektrischen Strom umwandelt, der dann zur Wasserspaltung verwendet wird. Ein solcher Zelltyp ist die farbstoffsensibilisierte Solarzelle. Dies ist ein indirekter Prozess, da er Elektrizität erzeugt, die dann zur Bildung von Wasserstoff verwendet wird. Ein weiterer indirekter Prozess unter Verwendung von Sonnenlicht ist die Umwandlung von Biomasse in Biokraftstoff durch photosynthetische Organismen. Der Großteil der durch Photosynthese gewonnenen Energie wird jedoch in lebenserhaltenden Prozessen verwendet und geht daher für die Energienutzung verloren.
Als Photosensibilisator kann auch ein Halbleiter verwendet werden. Wenn ein Halbleiter von einem Photon mit einer Energie höher als die Bandlücke getroffen wird, wird ein Elektron in das Leitungsband angeregt und ein Loch im Valenzband erzeugt. Aufgrund der Bandbiegung bewegen sich die Elektronen und Löcher an die Oberfläche, wo diese Ladungen zum Aufspalten der Wassermoleküle verwendet werden. Viele verschiedene Materialien wurden getestet, aber bisher hat keines die Anforderungen für eine praktische Anwendung erfüllt.

### Photochemisch
In einem photochemischen Prozess wird das Sonnenlicht direkt verwendet, um Wasser in Wasserstoff und Sauerstoff zu spalten. Da sich das Absorptionsspektrum von Wasser nicht mit dem Emissionsspektrum der Sonne überschneidet, kann keine direkte Dissoziation von Wasser stattfinden; es muss ein Photosensibilisator verwendet werden. Mehrere solcher Katalysatoren wurden als Proof of Concept entwickelt, aber noch nicht für den kommerziellen Einsatz hochskaliert; dennoch bietet ihre relative Einfachheit den Vorteil potenziell geringerer Kosten und einer höheren Energieumwandlungseffizienz. Ein solcher Proof of Concept ist das von Nocera und seinen Mitarbeitern entwickelte „künstliche Blatt“: Eine Kombination aus Katalysatoren auf Metalloxidbasis und einer Halbleitersolarzelle erzeugt bei Beleuchtung Wasserstoff, wobei Sauerstoff das einzige Nebenprodukt ist.

### Photobiologisch
In einem photobiologischen Prozess wird der Wasserstoff mithilfe photosynthetischer Mikroorganismen (grüne Mikroalgen und Cyanobakterien) in Photobioreaktoren erzeugt. Einige dieser Organismen produzieren Wasserstoff, wenn die Kulturbedingungen geändert werden; Chlamydomonas reinhardtii beispielsweise produziert Wasserstoff anaerob unter Schwefelmangel, das heißt, wenn Zellen von einem Wachstumsmedium in ein anderes, das keinen Schwefel enthält, überführt werden und ohne Zugang zu atmosphärischem Sauerstoff gezüchtet werden. Ein anderer Ansatz bestand darin, die Aktivität des Wasserstoff oxidierenden (Aufnahme-)Hydrogenaseenzyms im diazotrophen Cyanobakterium Nostoc punctiforme zu unterbinden, damit es keinen Wasserstoff verbraucht, der natürlicherweise vom Nitrogenaseenzym unter Stickstoff fixierenden Bedingungen produziert wird. Dieser N. punctiforme-Mutant könnte dann Wasserstoff produzieren, wenn er mit sichtbarem Licht beleuchtet wird.
Ein anderes mutiertes Cyanobakterium, Synechocystis, verwendet Gene des Bakteriums Rubrivivax gelatinosus CBS, um Wasserstoff zu produzieren. Das CBS-Bakterium produziert Wasserstoff durch die Oxidation von Kohlenmonoxid. Forscher arbeiten daran, diese Gene in Synechocystis zu implementieren. Wenn diese Gene angewendet werden können, wird es einige Anstrengungen erfordern, die Probleme der Sauerstoffhemmung bei der Wasserstoffproduktion zu überwinden, aber es wird geschätzt, dass dieser Prozess potenziell bis zu 10 % Sonnenenergie einfangen kann. Dies macht die photobiologische Forschung zu einem sehr spannenden und vielversprechenden Zweig der Wasserstoffproduktionsforschung. Noch immer sind die Probleme bei der Überwindung der Kurzfristigkeit der Algen-Wasserstoffproduktion zahlreich und die Forschung befindet sich in einem frühen Stadium. Diese Forschung bietet jedoch einen gangbaren Weg zur Industrialisierung dieser erneuerbaren und umweltfreundlichen Prozesse.

### Thermochemisch

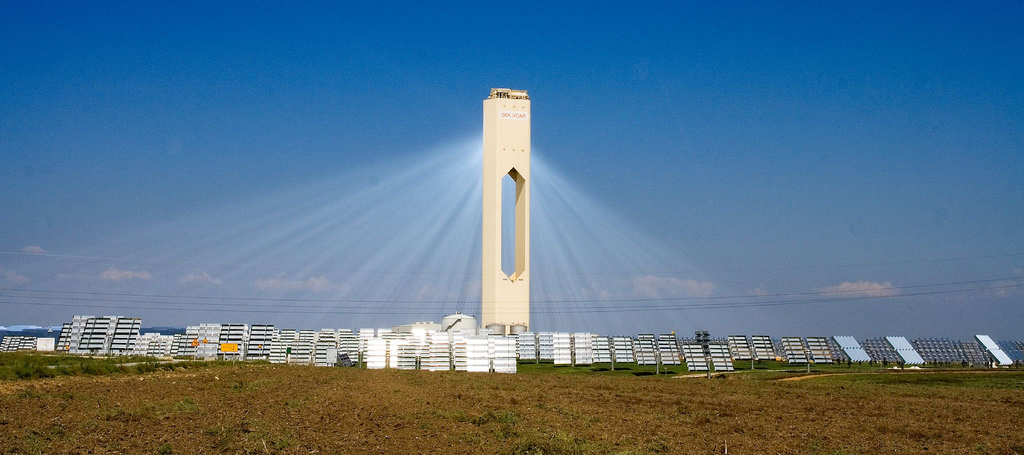
PS10 Solarkraftwerk mit Heliostaten

Beim solarthermochemischen Prozess wird Wasser mithilfe direkter Sonnenwärme statt Elektrizität in einem Hochtemperatur-Solarreaktor in Wasserstoff und Sauerstoff gespalten. Dieser Reaktor erhält einen hochkonzentrierten Sonnenstrom von einem Solarfeld aus Heliostaten, die das Sonnenlicht konzentriert in den Reaktor fokussieren.
Die beiden vielversprechendsten Verfahren sind der zweistufige Ceroxid-Zyklus und der Kupfer-Chlor-Hybrid-Zyklus. Beim Ceroxid-Zyklus besteht der erste Schritt darin, das CeO3 bei über 1400 °C in Ce2O3 umzuwandeln. Nach dem thermischen Reduktionsschritt zur Reduzierung des Metalloxids wird dann durch Hydrolyse bei etwa 800 °C Wasserstoff erzeugt. Der Kupferchlorid-Zyklus erfordert eine niedrigere Temperatur (~500 °C), was diesen Prozess effizienter macht, aber der Zyklus umfasst mehr Schritte und ist auch komplexer als der Ceroxid-Zyklus.
Da die Wasserstoffherstellung eine kontinuierliche Leistung erfordert, umfasst der solarthermochemische Prozess die Speicherung thermischer Energie. Eine andere thermochemische Methode verwendet die solare Reformierung von Methan, ein Verfahren, das den traditionellen Reformierungsprozess fossiler Brennstoffe nachahmt, aber Sonnenwärme ersetzt.
In einer Veröffentlichung in Nature vom November 2021 berichtete Aldo Steinfeld von der Schweizer Technischen Universität ETH Zürich über eine künstliche Photosynthese, bei der aus der Luft absorbiertes Kohlendioxid und Wasserdampf über einen durch konzentrierte Sonnenenergie erhitzten Ceroxidkatalysator geleitet werden, um Wasserstoff und Kohlenmonoxid zu erzeugen, die durch das Fischer-Tropsch-Verfahren in komplexe Kohlenwasserstoffe umgewandelt werden, aus denen Methanol, ein flüssiger Brennstoff, entsteht. Durch die Skalierung könnten die 414 Milliarden Liter (414 Millionen m3) Flugbenzin produziert werden, die 2019 auf einer Fläche von 45.000 km2 verbraucht wurden: 0,5 % der Sahara. Einer der Autoren, Philipp Furler, leitet das Unternehmen Synhelion, welches 2022 eine Anlage zur Produktion von Solarkraftstoffen in Jülich, westlich von Köln, baute, bevor eine weitere in Spanien errichtet wurde. Der erste Kunde soll im Jahr 2023 die zum Lufthansa-Konzern gehörende SWISS-Airlines werden.

### Kohlendioxidreduktion
Kohlendioxid (CO2) kann mit Hilfe geeigneter Photokatalysatoren zu Kohlenmonoxid (CO) und anderen stärker reduzierten Verbindungen wie Methan reduziert werden. Ein frühes Beispiel war die Verwendung von Tris(bipyridin)ruthenium(II)-chlorid (Ru(bipy)3Cl2) und Kobaltchlorid (CoCl2) zur CO2-Reduktion zu CO. In den letzten Jahren wurden viele neue Katalysatoren gefunden, die CO2 zu CO reduzieren, wonach das CO zur Herstellung von Kohlenwasserstoffen verwendet werden könnte, beispielsweise mithilfe des Fischer-Tropsch-Verfahrens. Das vielversprechendste System zur solarbetriebenen CO2-Reduktion ist die Kombination einer Photovoltaikzelle mit einer elektrochemischen Zelle (PV+EC). Mit Hilfe solarbetriebener Prozesse kann CO2 auch in andere Produkte wie Formiat und Alkohole umgewandelt werden.
Als Photovoltaikzelle wurde die hocheffiziente GaInP/GaAs/Ge-Solarzelle verwendet, es können jedoch auch viele andere in Reihe geschaltete und/oder Tandem-(Mehrfachverbindungs-)PV-Architekturen eingesetzt werden, um die erforderliche Spannung und Stromdichte zu liefern, die für die CO2-Reduktionsreaktionen erforderlich ist und einen angemessenen Produktabfluss gewährleistet. Die Solarzellen/-panels können in direktem Kontakt mit den Elektrolyseuren platziert werden, was Vorteile hinsichtlich der Systemkompaktheit und des Wärmemanagements beider Technologien mit sich bringen kann, oder separat, beispielsweise indem die PV im Freien dem Sonnenlicht ausgesetzt und die EC-Systeme im Innenbereich geschützt platziert werden.
Die derzeit leistungsstärkste elektrochemische Zelle ist die Gasdiffusionselektroden-(GED)-Durchflusszelle. In dieser reagiert das CO2 auf Ag-Nanopartikeln zu CO. Es wurden Wirkungsgrade von Solarenergie zu CO von bis zu 19 % erreicht, mit minimalem Aktivitätsverlust nach 20 Stunden.
CO kann auch ohne Katalysator durch mikrowellenplasmagetriebene Dissoziation von CO2 produziert werden. Dieser Prozess ist relativ effizient, mit einer Effizienz von bis zu 50 % bei der Umwandlung von Elektrizität in CO, aber mit einer geringen Umwandlung von etwa 10 %. Diese niedrigen Umwandlungen sind nicht ideal, da CO und CO2 in großem Maßstab nur schwer effizient getrennt werden können. Der große Vorteil dieses Prozesses ist, dass er recht schnell ein- und ausgeschaltet werden kann und keine knappen Materialien verwendet. Das (schwach ionisierte) Plasma wird mithilfe von Mikrowellen erzeugt, die die freien Elektronen im Plasma beschleunigen können. Diese Elektronen interagieren mit dem CO2, das das CO2 schwingungsmäßig anregt, was zur Dissoziation des CO2 in CO führt. Die Anregung und Dissoziation erfolgen schnell genug, sodass nur ein kleiner Teil der Energie in Wärme umgewandelt wird, was die Effizienz hoch hält. Die Dissoziation erzeugt auch ein Sauerstoffradikal, das mit CO2 zu CO und O2 reagiert.
Auch in diesem Fall wurde die Verwendung von Mikroorganismen untersucht. Mithilfe von Gentechnik und synthetischen Biotechnologie lassen sich Teile oder ganze Stoffwechselwege zur Biokraftstoffproduktion in photosynthetische Organismen einführen. Ein Beispiel hierfür ist die Produktion von 1-Butanol in Synechococcus elongatus mithilfe von Enzymen aus Clostridium acetobutylicum, Escherichia coli und Treponema denticola. Ein Beispiel für eine groß angelegte Forschungseinrichtung, die diese Art der Biokraftstoffproduktion erforscht, ist das AlgaePARC am Wageningen University and Research Centre in den Niederlanden.

## Speicherung von Wasserstoff
Wasserstoffreiche Substanzen wie Ammoniak und Hydrazin eignen sich hervorragend zur Speicherung von Wasserstoff. Dies liegt an ihrer Energiedichte, die bei Ammoniak mindestens 1,3-mal so hoch ist wie die von flüssigem Wasserstoff. Hydrazin hat im Vergleich zu flüssigem Wasserstoff eine fast doppelt so hohe Energiedichte. Ein Nachteil ist jedoch, dass bei der Verwendung von Direkthydrazin-Brennstoffzellen eine Verdünnung erforderlich ist, was die Gesamtleistung verringert, die man aus dieser Brennstoffzelle gewinnen kann. Neben der hohen Volumendichte sind Ammoniak und wasserhaltiges Hydrazin schwer entflammbar, was sie Wasserstoff überlegen macht, da sie die Lager- und Transportkosten senken.

### Ammoniak
Direktammoniak-Brennstoffzellen werden genau aus diesem Grund erforscht und neue Studien präsentierten eine neue integrierte solarbasierte Ammoniaksynthese und Brennstoffzelle. Die Solarbasis ergibt sich aus überschüssiger Solarenergie, die zur Synthese von Ammoniak verwendet wird. Dies wird durch die Verwendung einer Ammoniakelektrolysezelle (AEC) in Kombination mit einer Protonenaustauschmembran-Brennstoffzelle (PEM) erreicht. Bei einem Einbruch der Sonnenenergie wird eine Ammoniak-Brennstoffzelle aktiviert, die die fehlende Energie liefert. Diese aktuelle Forschung (2020) ist ein klares Beispiel für eine effiziente Energienutzung, die im Wesentlichen durch die vorübergehende Speicherung und Verwendung von Ammoniak als Brennstoff erfolgt. Die Speicherung von Energie in Ammoniak nimmt im Laufe der Zeit nicht ab, wie dies bei Batterien und Schwungrädern der Fall ist. Dies ermöglicht eine langfristige Energiespeicherung. Diese kompakte Energieform hat den zusätzlichen Vorteil, dass überschüssige Energie leicht an andere Orte transportiert werden kann. Dies muss aufgrund der Toxizität von Ammoniak für den Menschen unter hohen Sicherheitsvorkehrungen erfolgen. Weitere Forschungen müssen durchgeführt werden, um dieses System mit Windenergie- und Wasserkraftwerken zu ergänzen und ein Hybridsystem zu schaffen, das die Unterbrechungen der Stromversorgung begrenzt. Es ist auch notwendig, die wirtschaftliche Leistung des vorgeschlagenen Systems zu untersuchen. Einige Wissenschaftler stellen sich eine neue Ammoniakwirtschaft vor, die fast der Ölindustrie entspricht, aber den enormen Vorteil unerschöpflicher kohlenstofffreier Energie bietet. Dieses sogenannte grüne Ammoniak wird als potenzieller Kraftstoff für supergroße Schiffe angesehen. Der südkoreanische Schiffbauer DSME plant, diese Schiffe bis 2025 auf den Markt zu bringen.

### Hydrazin
Eine andere Möglichkeit, Energie zu speichern, ist die Verwendung von Hydrazin. Dieses Molekül ist mit Ammoniak verwandt und hat das Potenzial, ebenso nützlich zu sein wie Ammoniak. Es kann aus Ammoniak und Wasserstoffperoxid oder durch chlorbasierte Oxidationen hergestellt werden. Dies macht es zu einem noch dichteren Energiespeicherbrennstoff. Der Nachteil von Hydrazin ist, dass es sehr giftig ist und ziemlich heftig mit Sauerstoff reagiert. Dies macht es zu einem idealen Brennstoff für sauerstoffarme Bereiche wie den Weltraum. Kürzlich gestartete Iridium NEXT-Satelliten verwenden Hydrazin als Energiequelle. Obwohl dieser Brennstoff giftig ist, hat er großes Potenzial, da die Sicherheitsmaßnahmen ausreichend erhöht werden können, um Hydrazin sicher zu transportieren und wieder in Wasserstoff und Ammoniak umzuwandeln. Forscher haben eine Möglichkeit entdeckt, Hydrazin mit einem Photokatalysesystem zu zersetzen, das im gesamten sichtbaren Lichtbereich funktioniert. Das bedeutet, dass Sonnenlicht nicht nur zur Herstellung von Hydrazin verwendet werden kann, sondern auch zur Herstellung von Wasserstoff aus diesem Brennstoff. Die Zersetzung von Hydrazin erfolgt mit einer p-n-Doppelschicht aus Fulleren (C60), auch bekannt als „Buckeyballs“, einem n-Typ-Halbleiter, und Zinkphthalocyanin (ZnPc), einem p-Typ-Halbleiter, wodurch ein organisches Photokatalysesystem entsteht. Dieses System verwendet sichtbare Lichtbestrahlung, um Elektronen zum n-Typ-Halbleiter anzuregen und einen elektrischen Strom zu erzeugen. Die im p-Typ-Halbleiter erzeugten Löcher werden in Richtung des sogenannten Nafion-Teils des Geräts gezwungen, der Hydrazin zu Stickstoffgas und gelösten Wasserstoffionen oxidiert. Dies wurde im ersten Abteil der Brennstoffzelle durchgeführt. Die Wasserstoffionen wandern durch eine Salzbrücke in ein anderes Abteil, um von den Elektronen, die durch die Wechselwirkung mit Licht gewonnen werden, aus dem ersten Abteil zu Wasserstoffgas reduziert zu werden. So entsteht Wasserstoff, der in Brennstoffzellen verwendet werden kann. Diese vielversprechenden Studien zeigen, dass Hydrazin ein Solarbrennstoff ist, der großes Potenzial hat, bei der Energiewende sehr nützlich zu werden.
Ein anderer Ansatz für Hydrazin sind Direktbrennstoffzellen. Die Konzepte für diese Zellen wurden seit den 1960er Jahren entwickelt. Neuere Studien liefern deutlich bessere Direkthydrazinbrennstoffzellen, beispielsweise mit Verwendung von Wasserstoffperoxid als Oxidationsmittel. Indem die Anode basisch und die Kathode sauer gemacht wird, lässt sich die Leistungsdichte stark steigern, wobei bei einer Temperatur von 80 Grad Celsius hohe Spitzenwerte von etwa 1 W/cm² erreicht werden. Wie bereits erwähnt, ist die Hauptschwäche von Direkthydrazinbrennstoffzellen die hohe Toxizität von Hydrazin und seinen Derivaten. Wasserhaltiges Hydrazin, eine wasserähnliche Flüssigkeit, behält jedoch die hohe Wasserstoffdichte und kann mithilfe der vorhandenen Brennstoffinfrastruktur sicher gelagert und transportiert werden. Forscher streben auch selbstbetriebene Brennstoffzellen mit Hydrazin an. Diese Brennstoffzellen verwenden Hydrazin auf zwei Arten, nämlich als Brennstoff für eine Direktbrennstoffzelle und als Spaltziel. Das bedeutet, dass man zur Wasserstofferzeugung mit dieser Brennstoffzelle nur Hydrazin benötigt, also ist keine externe Energie erforderlich. Dies wird durch die Verwendung von mit Eisen dotierten Kobaltsulfid-Nanoschichten erreicht. Die Dotierung mit Eisen verringert die freien Energieänderungen bei der Wasserstoffadsorption und der Hydrazin-Dehydrierung. Diese Methode ist 20 Stunden stabil und hat einen Faradayschen Wirkungsgrad von 98 %, was mit den besten bekannten Angaben zu selbstbetriebenen Wasserstoff erzeugenden Zellen vergleichbar ist.

## Weitere Formen der Wasserstofferzeugung
Elektrolyse von Wasser zur Wasserstofferzeugung kombiniert mit Solarphotovoltaik unter Verwendung von alkalischen, PEM- und SOEC-Elektrolyseuren. Diese grundlegende Verwendung von durch Sonnenlicht erzeugter elektrischer Energie zur Trennung von Wasser in Wasserstoff und Sauerstoff hat sich als etwas effizienter erwiesen als beispielsweise die Wasserstoffgewinnung durch Dampfreformierung. Die alkalische Produktionstechnologie für Wasserstoff ist kostengünstig und gilt als ausgereift. Dies hat zur Folge, dass die Ausbeute pro Zeiteinheit deutlich höher ist als bei Verwendung der PEM-Technologie. Die PEM-Technologie hat jedoch keine Korrosionsprobleme und ist effizienter, während die alkalische Produktionstechnologie den Nachteil der Korrosion und der geringeren Effizienz hat. Darüber hinaus ist die PEM-Technologie schnell einsatzbereit und einfach zu warten. Bei der Massenproduktion ist die alkalische Wasserstoffproduktionstechnologie jedoch überlegen.
Heliogen behauptet, erfolgreich Solarheliostaten eingesetzt zu haben, um Sonnenlicht auf einen Turm zu lenken und bei der Wasserstoffproduktion Temperaturen von über 1000 °C zu erreichen. Temperaturen über 2500 °C können Wasser ohne den Einsatz von Elektrizität thermochemisch in Wasserstoff und Sauerstoff spalten. Dies kann durch die Wärme von Kernkraftwerken oder durch adaptive Solarspiegelfelder erfolgen, um das Sonnenlicht umzulenken und die für diese thermochemischen Prozesse erforderlichen hohen Temperaturen zu erreichen. Diese Art der Wasserstoffproduktion steckt jedoch noch in den Kinderschuhen und es ist noch nicht bewiesen, dass diese Wasserstoffproduktion rentabel und effizient ist, da sie mit anderen, ausgereiften Technologien konkurrieren muss.